# De Zegge (eiland)
De Zegge is een eiland in het Nederlandse water Wolderwijd.
Het eiland is ongeveer 300 meter lang en 75 meter breed. Het eiland ligt vlak voor de haven van de plaats Zeewolde (provincie Flevoland). Op dit eiland hebben al diverse grote scoutingactiviteiten plaatsgevonden, waaronder de Europese en de Wereldjamboree. Er zijn 60 ligplaatsen voor schepen.
Het beheer van het eiland ligt in de handen van gebiedscooperatie Gastvrije Randmeren.